# Río Touro Passo
El río Touro Passo es un curso de agua brasileño en el estado de Río Grande do Sul. Integrante la Cuenca del Plata, nace en el municipio de Uruguayana y desemboca en el río Uruguay, cerca de la localidad de São Marcos.
- Datos: Q6115776